# Nationaal park Pallas-Yllästunturi
Nationaal Park Pallas-Yllästunturi (Fins: Pallas-Yllästunturin kansallispuisto/ Samisch: Bállás-Ylläsduoddara álbmotmeahcci/ Zweeds: Pallas-Yllästunturi nationalpark) is een nationaal park in de gemeenten Enontekiö, Muonio, Kittilä en Kolari van Fins-Lapland. Nationaal Park Pallas-Yllästunturi werd opgericht op 1 februari 2005 en is met een oppervlakte van 1.020 km² het op twee na grootste nationaal park van Finland. De oprichting vond plaats na een samenvoeging van Nationaal Park Pallas-Ounastunturi en Natuurreservaat Ylläs.

## Kenmerken
Nationaal Park Pallas-Yllästunturi strekt zich uit over een meer dan 100 kilometer lange keten van bergruggen. Het nationaal park omvat de bergmassieven Ounastunturi met een hoogte van 723 meter, de Pallastunturi van 807 meter en de Yllästunturi van 718 meter. Met een hoogte van 807 meter is de Taivaskero de hoogste berg van het gebied. De hellingen zijn grotendeels bedekt met bergtoendra. Hieronder bevinden zich berkenbestanden, boreale bossen, hoogvenen en zoetwatermeren.

## Fauna
In bestanden met zachte berk (Betula pubescens) kan men moerassneeuwhoenders (Lagopus lagopus) tegenkomen, terwijl men in bergtoendra het verwante alpensneeuwhoen (Lagopus muta) kan aantreffen. In de boreale bossen leven vogels als taigagaai (Perisoreus infaustus), bruinkopmees (Poecile cincta) en kruisbek (Loxia curvirostra). De bruine beer (Ursus arctos) is ook een vaste bewoner van Pallas-Yllästunturi. Een ander belangrijk zoogdier in het gebied is de berglemming (Lemmus lemmus).

## Afbeeldingen

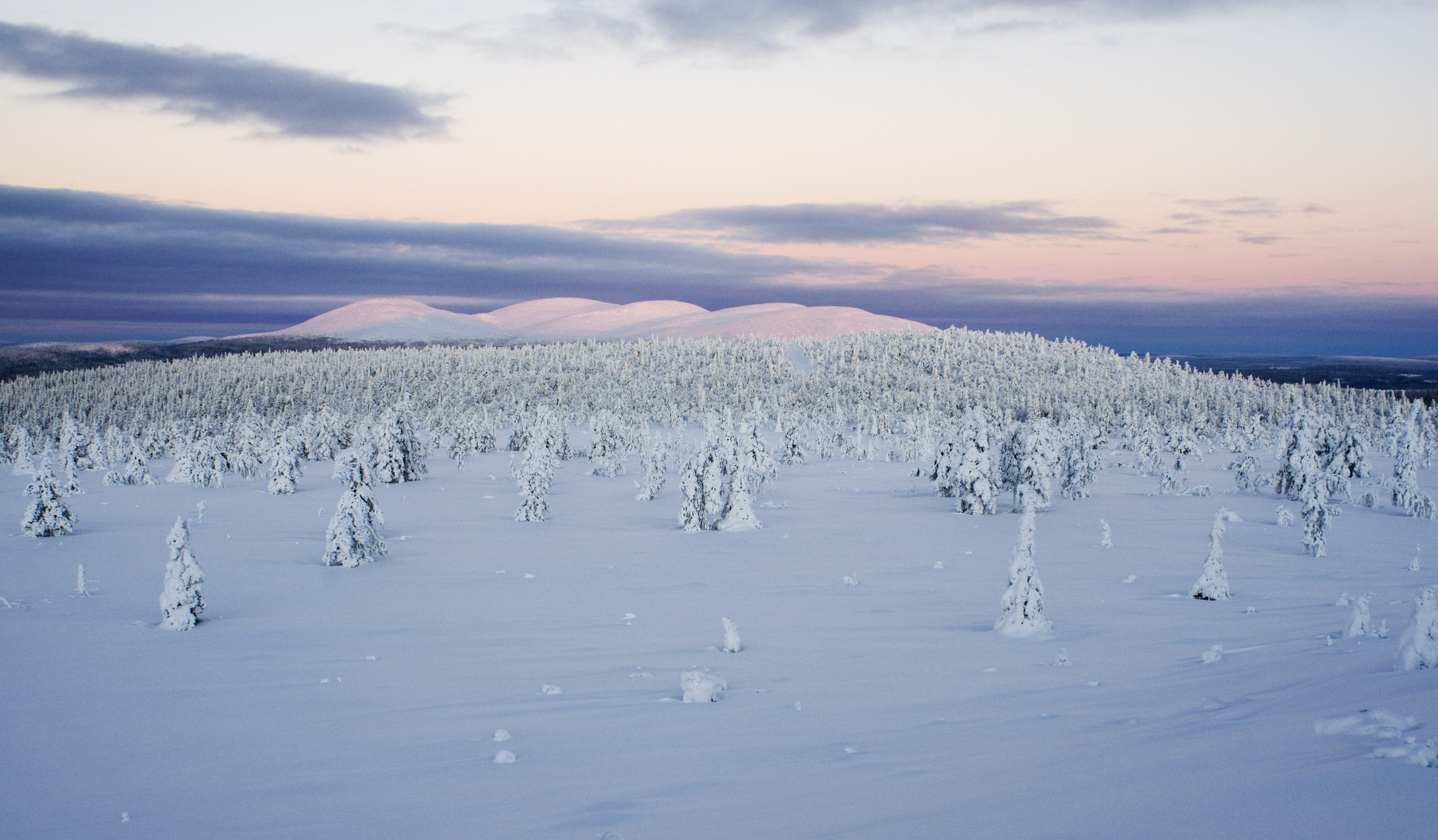
Het bergmassief Pallastunturi in de winter.
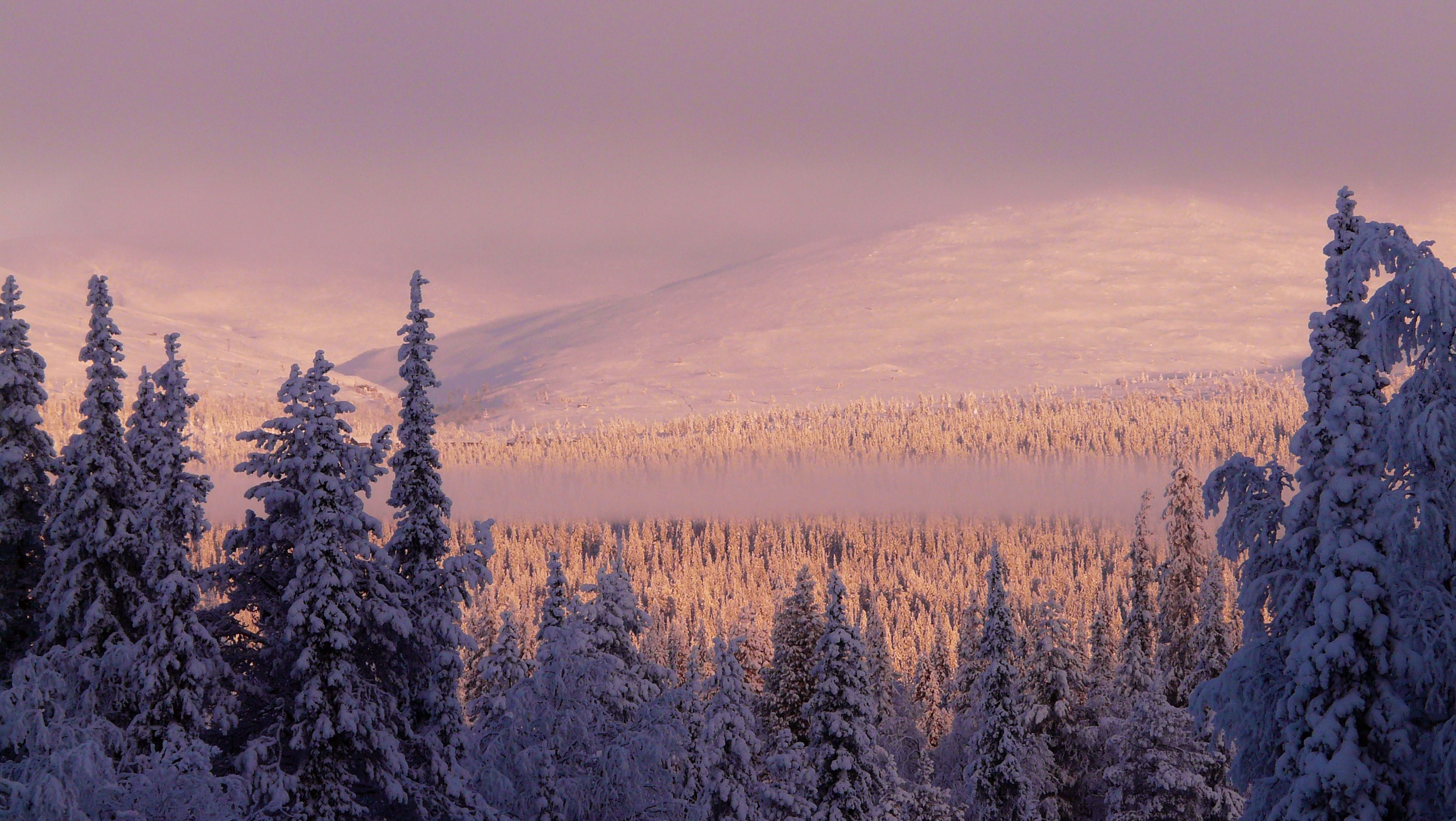
Winterse aanblik op het bergmassief Pallastunturi.
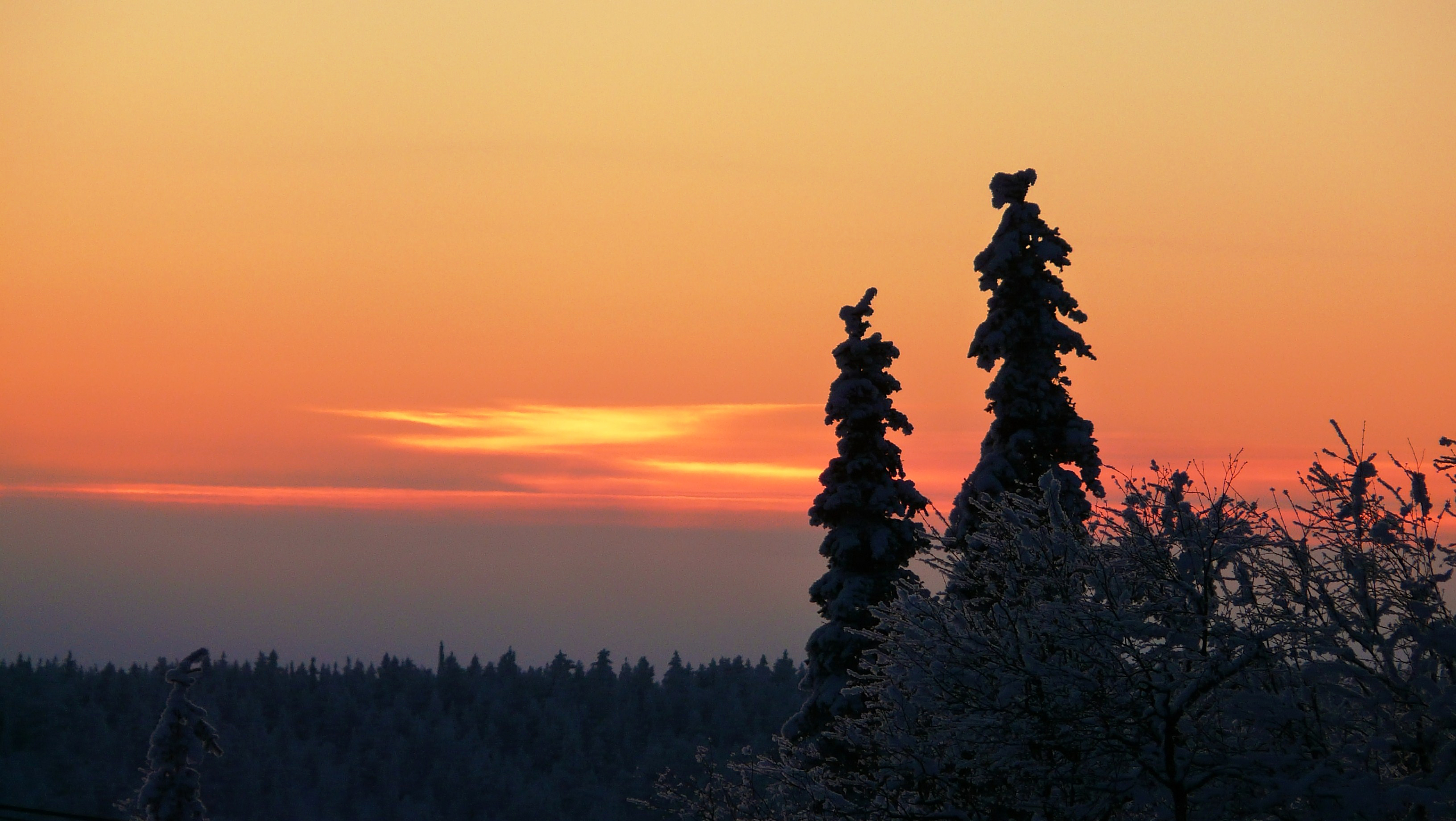
Uitzicht op enkele sparren in de avondschemering.
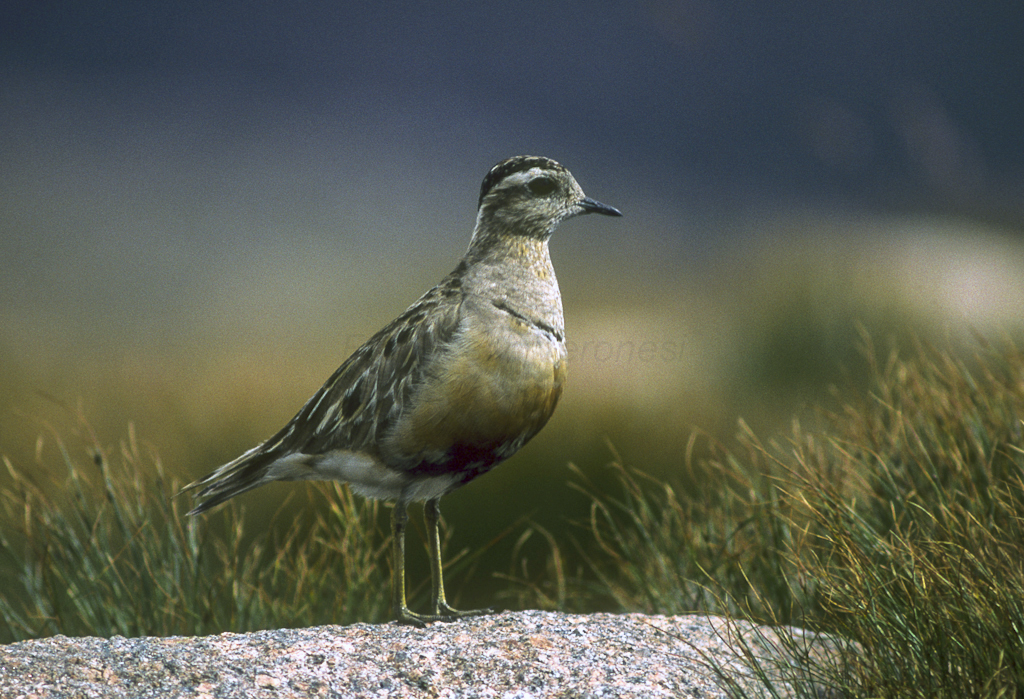
De morinelplevier (Charadrius morinellus), een van de bewoners van N.P. Pallas-Yllästunturi.
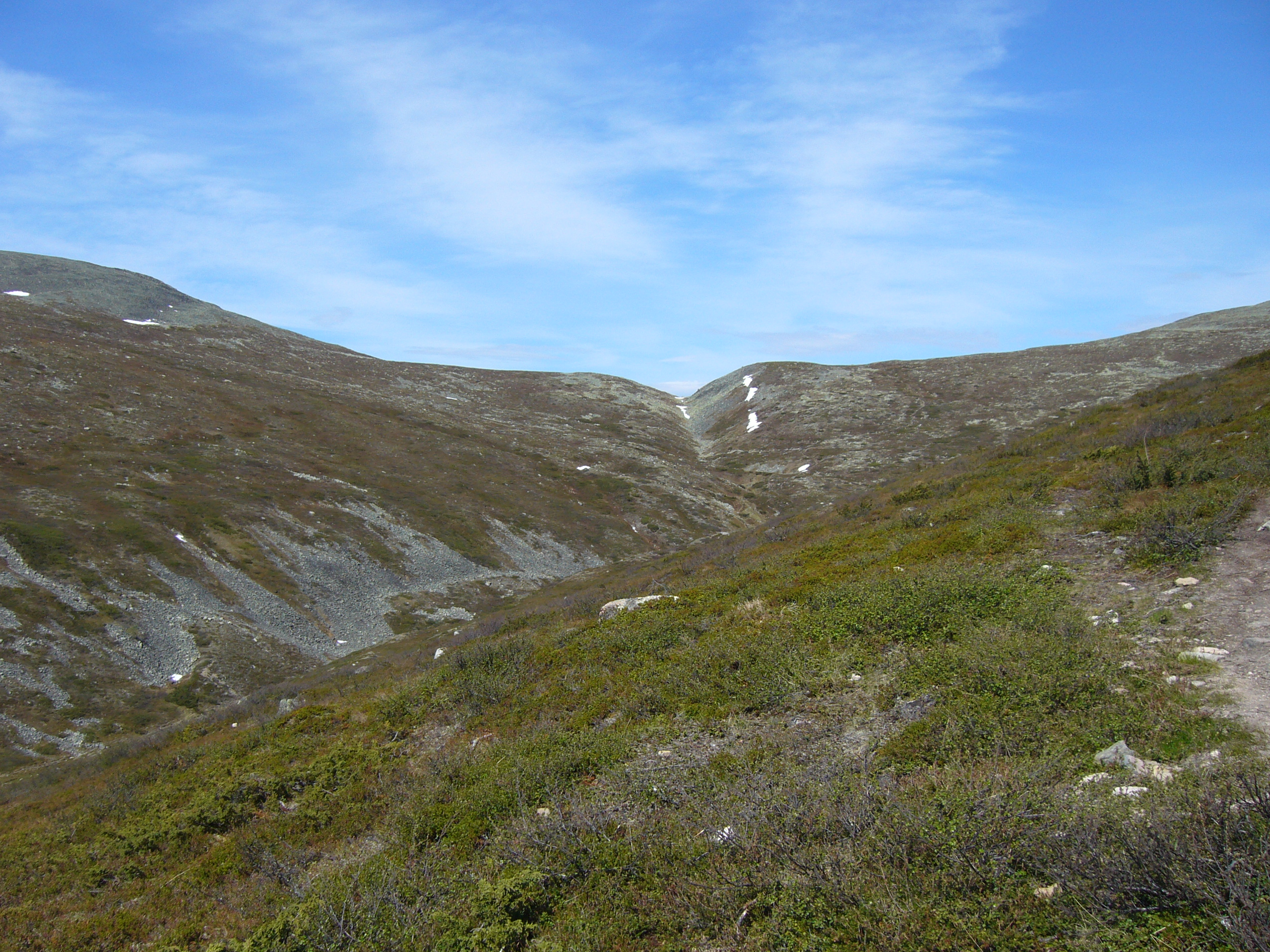
Bergtoendralandschap in N.P. Pallas-Yllästunturi.